# Arthur Hinsley
Arthur Hinsley, né le 25 août 1865 à Selby dans le Yorkshire du Nord, Angleterre, et mort le 17 mars 1943 à Buntingord près de Londres, est un cardinal anglais.

## Biographie
Après son ordination, Arthur Hinsley fait du travail pastoral dans l'archidiocèse de Westminster et est recteur du Collège anglais de Rome de 1917 à 1930. Il est élu évêque titulaire de Sébastopolis-en-Arménie en 1926 et est nommé visiteur apostolique en Afrique britannique. En 1930, il est promu archevêque titulaire de Sardes (de) et nommé délégué apostolique pour les missions britanniques en Afrique. Il est transféré à l'archidiocèse de Westminster en 1935.
Le pape Pie XI le crée cardinal au consistoire du 13 décembre 1937. Le cardinal Hinsley - comme unique cardinal anglais - participe au conclave de 1939, à l'issue duquel Pie XII est élu.

## Succession apostolique
Arthur Hinsley a ordonné les évêques suivants :
- Archevêque Edgar Aristide Maranta (de), O.F.M.Cap. (1930)
- Évêque Carlo Re, I.M.C. (1932)
- Évêque William Joseph Trudel (de), M.Afr. (1933)
- Évêque Ernest Louis Joye, O.F.M.Cap. (1933)
- Évêque Gallus Steiger (de), O.S.B. (1934)
- Évêque James Dey (en) (1935)
- Évêque John Reesinck (en), M.H.M. (1938)
- Archevêque David Mathew (en) (1938)

## Voir aussi

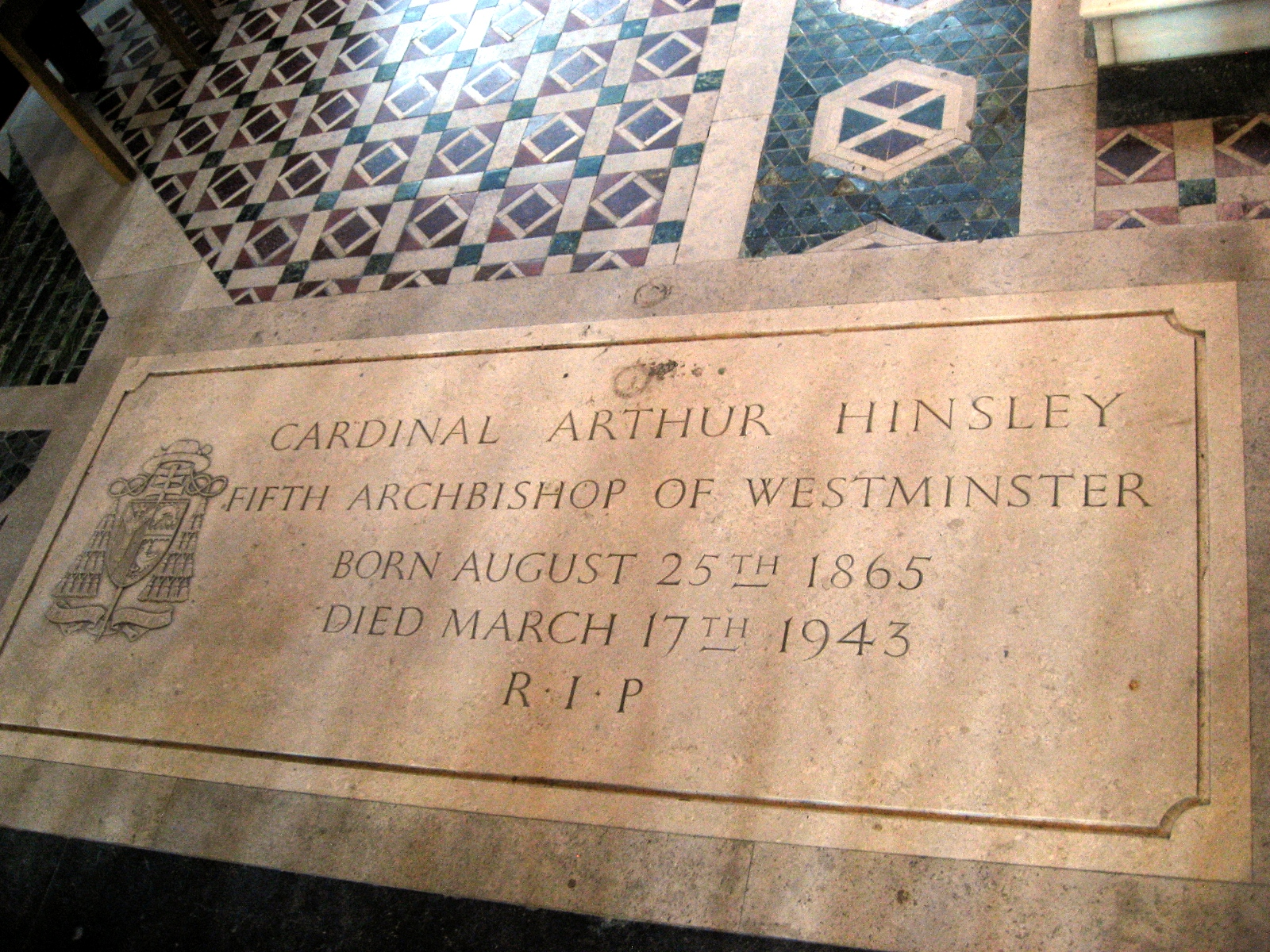
Tombe du Cardinal Hinsley dans la cathédrale de Westminster.